# Fleur bleue (chanson)
Pour les articles homonymes, voir Fleur bleue.
Fleur bleue est une chanson de Charles Trenet de 1937.
Le refrain alterne un heptasyllabe et le vers de trois syllabes : « C'est fleur bleue ».
La chanson conte une histoire d'amour, depuis les premiers émois, en passant par une période idyllique, avant que fleur bleue ne quitte l'amoureux. Il croit l'apercevoir dans la rue mais c'est une autre femme. 
Le narrateur semble à la fin préconiser les « amourettes passagères » qui font moins souffrir. 